# Tríada de Macdonald
La tríada de Macdonald (también conocida como tríada de la sociopatía o tríada homicida ) es un conjunto de tres factores, la presencia de dos de los cuales se considera predictiva o asociada con tendencias violentas, particularmente en relación con delitos en serie. La tríada fue propuesta por primera vez por el psiquiatra J. M. Macdonald en "The Threat to Kill", un artículo de 1963 en el American Journal of Psychiatry. Estudios a pequeña escala realizados por los psiquiatras Daniel Hellman y Nathan Blackman, y luego por los agentes del FBI John E. Douglas y Robert K. Ressler junto con Ann Burgess, reivindicaron pruebas sustanciales de la asociación de estos patrones infantiles con un comportamiento depredador posterior.  Aunque sigue siendo una hipótesis influyente y ampliamente enseñada, las investigaciones posteriores generalmente no han validado esta línea de pensamiento.
La tríada vincula la crueldad hacia los animales, la obsesión por provocar incendios y la enuresis persistente después de los cinco años, con conductas violentas, en particular conductas homicidas y conductas sexualmente depredadoras. Sin embargo, otros estudios afirman no haber encontrado vínculos estadísticamente significativos entre la tríada y los delincuentes violentos.
Otros estudios han sugerido que estos comportamientos en realidad están más relacionados con la experiencia infantil de negligencia, brutalidad o abuso de los padres. Algunos argumentan que esto, a su vez, resulta en una "propensión al homicidio". el concepto de "tríada" como combinación particular de comportamientos vinculados a la violencia puede no tener ninguna validez particular y se le ha llamado leyenda urbana . 
Sin embargo, según Douglas y sus colegas investigadores, los comportamientos de la tríada no son causales cuando se examina una relación con un comportamiento depredador posterior, sino que predicen una mayor probabilidad de patrones de comportamiento futuros y brindan a los profesionales la oportunidad de detener algunos patrones antes de que progresen.
No es una regla estricta ni un diagnóstico definitivo para determinar si alguien se convertirá en un asesino en serie. Es más bien una teoría que ha sido objeto de debate dentro de la comunidad científica y que no se aplica de manera uniforme en todos los casos. La evaluación y el análisis de la conducta criminal son procesos complejos que requieren un enfoque integral y multidisciplinario.

## Incendio provocado
Según Singer y Hensley (2004), se teoriza que el incendio provocado o provocado es una primera oportunidad o menos grave para liberar la agresión. Se ha descubierto que en la infancia de varios asesinos en serie adultos estuvieron presentes extensos períodos de humillación. Estos episodios repetitivos de humillación pueden provocar sentimientos de frustración e ira, que de alguna manera deben liberarse para volver a un estado normal de autoestima. Sin embargo, la combinación de la tríada también ha sido cuestionada a este respecto, y una revisión ha sugerido que este comportamiento es sólo uno que puede ocurrir en el contexto del comportamiento antisocial infantil y no necesariamente predice violencia posterior. 

## Crueldad hacia los animales
El agente especial del FBI Alan Brantly creía que algunos delincuentes matan animales como ensayo para matar víctimas humanas. La crueldad hacia los animales se utiliza principalmente para desahogar la frustración y la ira, de la misma manera que se utiliza para provocar incendios. También se encontraron grandes cantidades de humillación en la infancia de los niños que cometían actos de crueldad hacia los animales. Durante la infancia, los asesinos en serie no podían tomar represalias contra quienes les causaban humillación, por lo que elegían animales porque los consideraban débiles y vulnerables. La selección de futuras víctimas ya está en proceso a una edad temprana. Los estudios han encontrado que aquellos que cometieron actos de crueldad contra los animales en su infancia utilizaron el mismo método de matar a sus víctimas humanas que a sus víctimas animales.
Wright y Hensley (2003) nombraron tres temas recurrentes en su estudio de cinco casos de asesinos en serie: cuando eran niños, desahogaban sus frustraciones porque la persona que les causaba ira o humillación era demasiado poderosa para derrotarla; sentían como si hubieran recuperado cierto control y poder sobre sus vidas mediante la tortura y la matanza de los animales; obtuvieron el poder y el control que necesitaban para causar dolor y sufrimiento a un animal más débil y vulnerable, escalando a los humanos en el futuro.
En un estudio de 45 reclusos varones considerados delincuentes violentos, McClellan (2003) encontró que el 56% admitía haber cometido actos de violencia contra los animales. También se descubrió que los niños que abusaban de los animales eran más a menudo víctimas del abuso de sus padres que los niños que no abusaban de los animales.
En un estudio de 2004, que consideró no eventos aislados sino patrones de violencia repetida, Tallichet y Hensley encontraron un vínculo entre la crueldad animal repetida y la violencia contra los humanos. Examinaron a los presos en prisiones de máxima o media seguridad. Sin embargo, generalizar demasiado los posibles vínculos entre la violencia animal y la violencia humana puede tener consecuencias no deseadas, como desviar la atención de otros posibles predictores o causas.

## Enuresis
La enuresis es "mojar la cama involuntariamente durante el sueño y que persiste después de los cinco años". La enuresis debe continuar dos veces por semana durante al menos tres meses consecutivos.
Algunos autores continúan especulando que la enuresis puede estar relacionada con los incendios y la crueldad hacia los animales. Un argumento es que, dado que mojar la cama persistentemente después de los cinco años puede ser humillante para un niño, especialmente si como resultado de ello es menospreciado por una figura paterna u otro adulto, el niño podría utilizar el fuego o la crueldad hacia los animales como salida para su desahogo. su frustración. La enuresis en la adolescencia y la adolescencia también se ha utilizado como indicador de un posible abuso sexual infantil. La enuresis, los incendios y la crueldad hacia los animales son indicadores más probables de abuso físico o emocional sostenido hacia el niño, o de una enfermedad mental subyacente que, a su vez, causará esos comportamientos. Un investigador señala que la enuresis es un "acto inconsciente, involuntario y no violento y, por lo tanto, vincularlo con delitos violentos es más problemático que hacerlo con crueldad animal o incendio".

## Otras lecturas
- Parfitt, Charlotte Hannah; Alleyne, Emma (April 2020). «Not the Sum of Its Parts: A Critical Review of the MacDonald Triad». Trauma, Violence, & Abuse 21 (2): 300-310. PMID 29631500. doi:10.1177/1524838018764164.
- Bennell, Craig; Snook, Brent; Macdonald, Sarah; House, John C.; Taylor, Paul J. (May 2012). «Computerized Crime Linkage Systems: A Critical Review and Research Agenda». Criminal Justice and Behavior 39 (5): 620-634. doi:10.1177/0093854811435210.

- Datos: Q2669388